# Estació de ferrocarril de Maputo
L'estació de ferrocarril de Maputo (en portuguès Estação Central dos Caminhos de Ferro) és un edifici imponent, projectat pels arquitectes Alfredo Augusto Lisboa de Lima, Mário Veiga i Ferreira da Costa, i construït entre 1913 i 1916. El seu projecte és atribuït erròniament moltes vegades a Gustave Eiffel. Actualment serveix com a terminal de les línies del CFM que enllaça la ciutat amb Swazilàndia (Línia de Goba), Sud-àfrica (Línia de Ressano Garcia) i Zimbàbue (Línia del Limpopo).
Aquesta estructura substitueix una més antiga i simple, construïda el 1895 per a la inauguració de la línia de Pretòria, Sud-àfrica per Paul Kruger. Els plànols per la construcció de l'estació actual daten de 1904. Els treballs començaren en 1908 i l'estació fou inaugurada el 19 març 1910 en presència del governador general.

## Reconeixement mundial
En 2009 un article de Newsweek Magazine situa l'estació de Maputo entre les estacions més interessants del món, i probablement la més bella d'Àfrica.

## Galeria

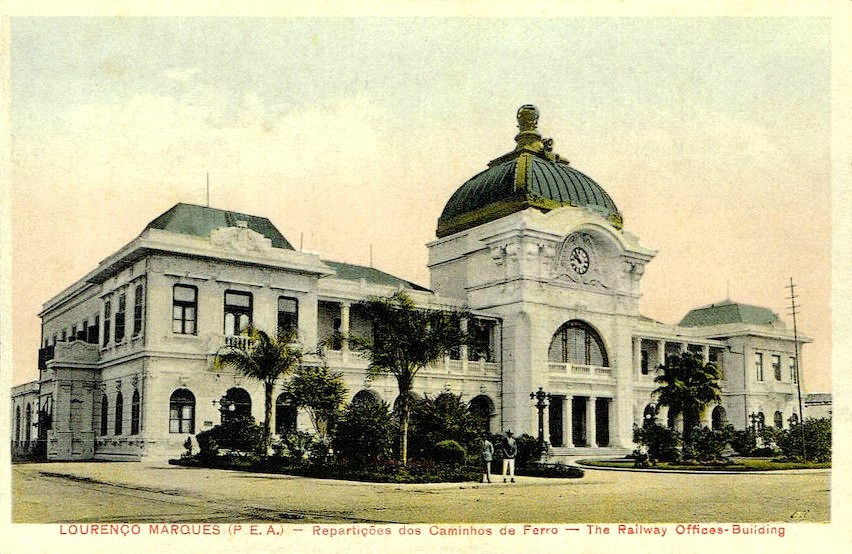
L'estació en 1920
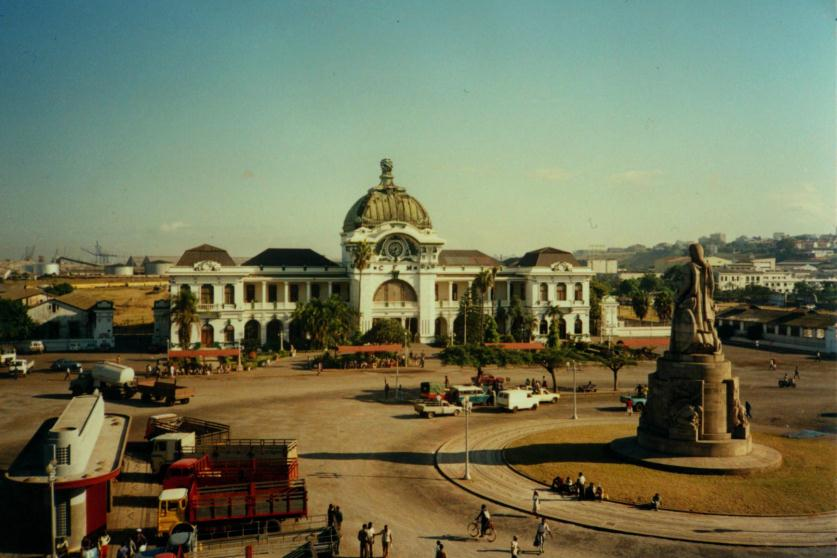
Imatge de 1988
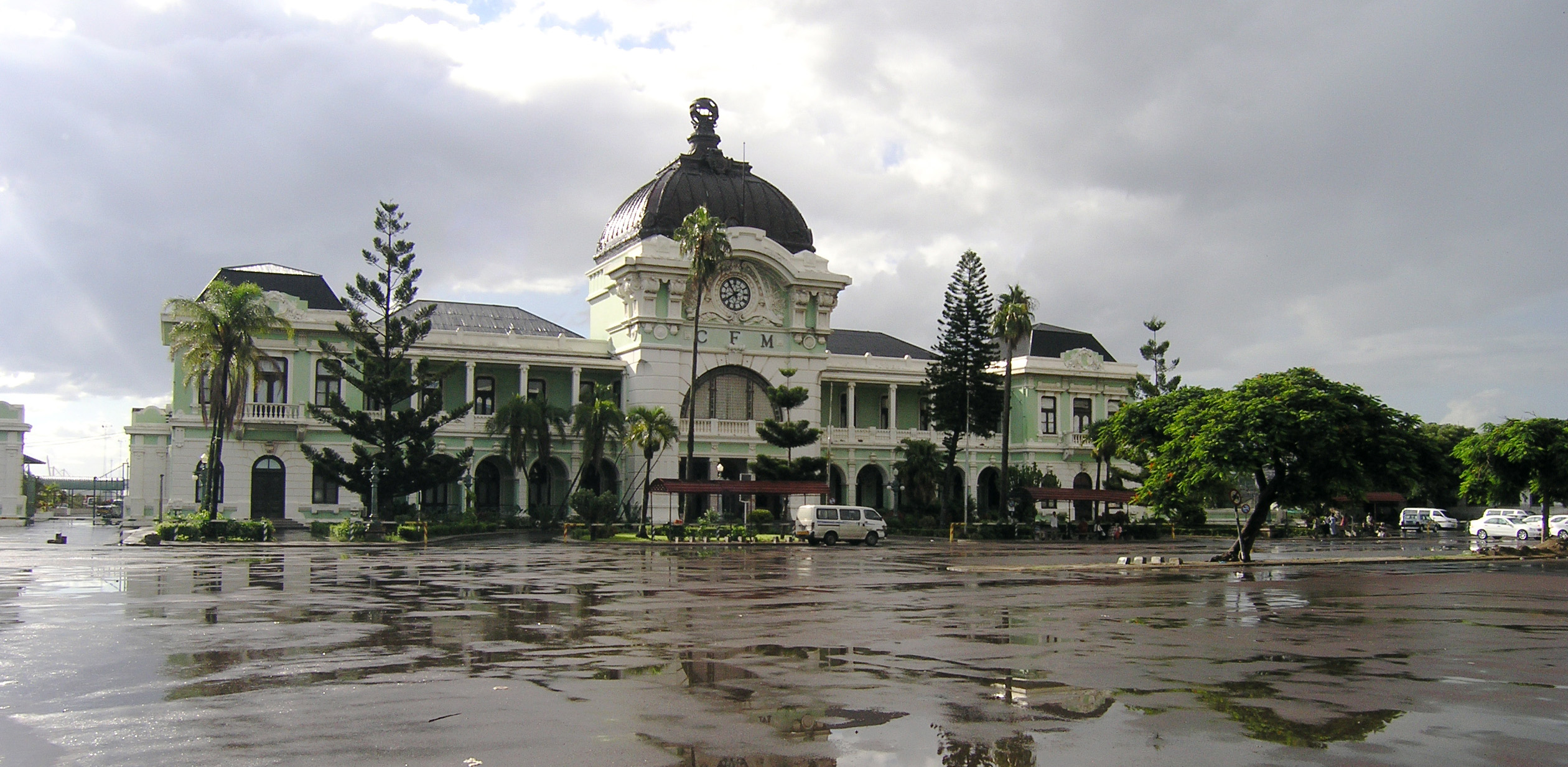
Vista general
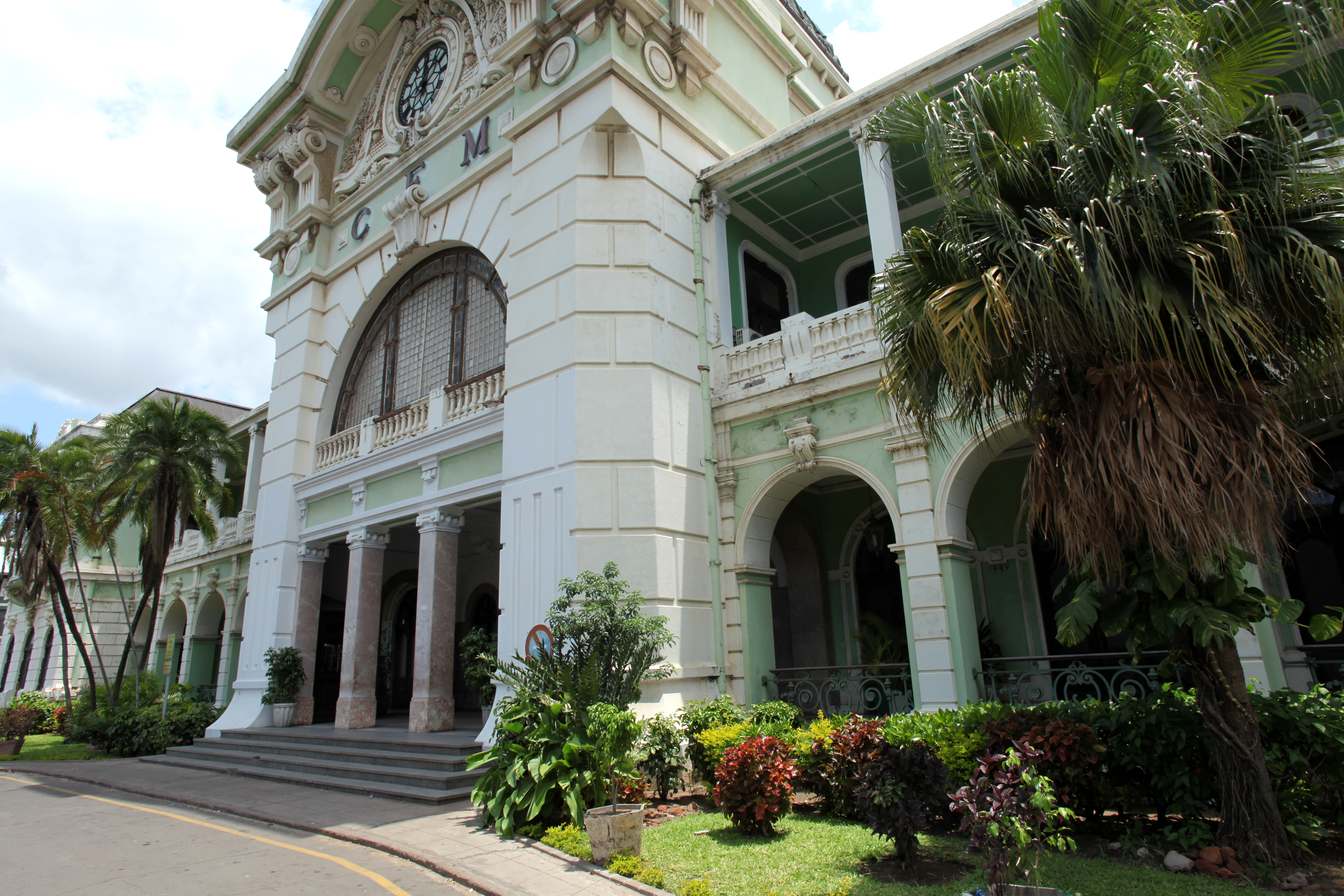
Entrada
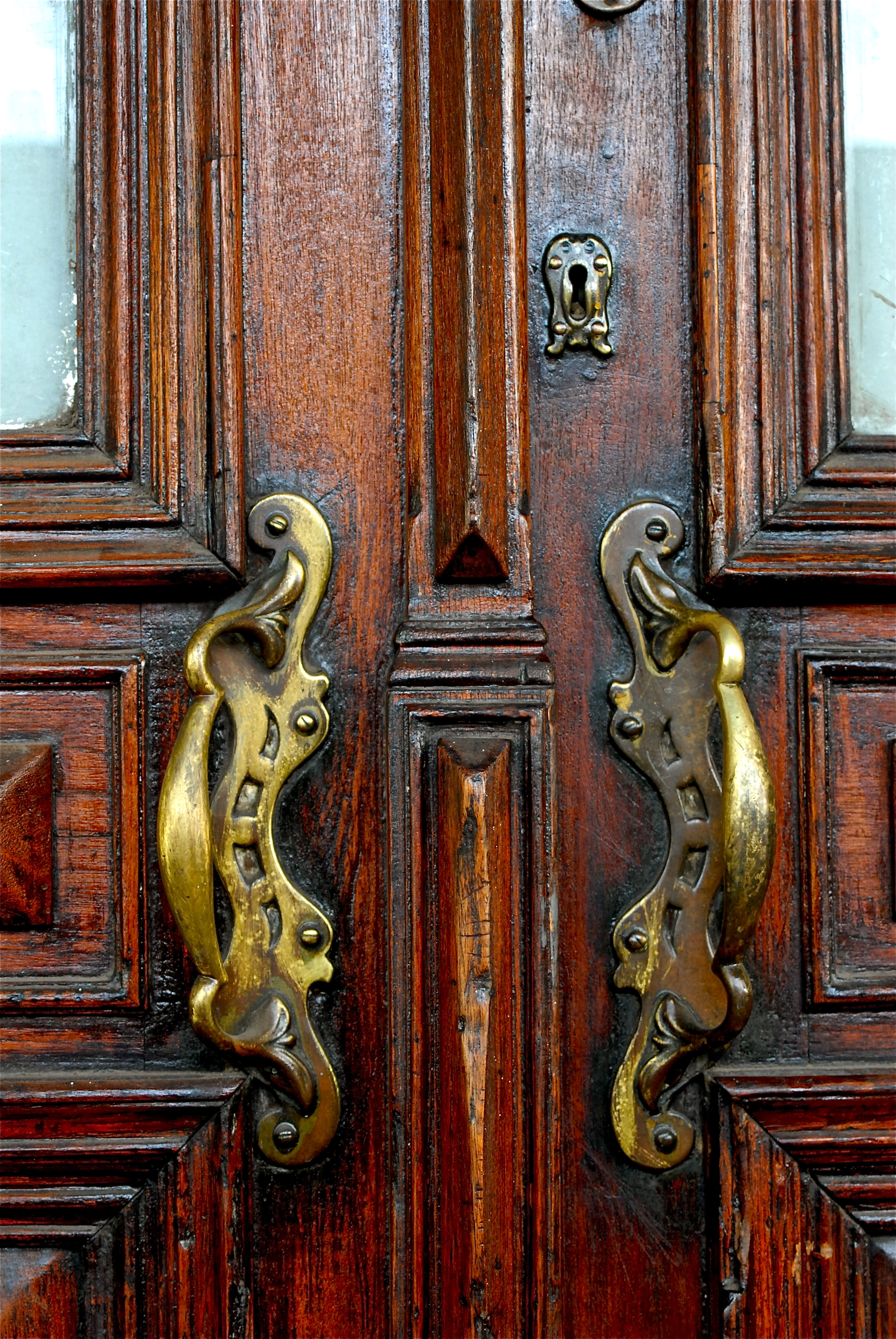
Panyss de les portes
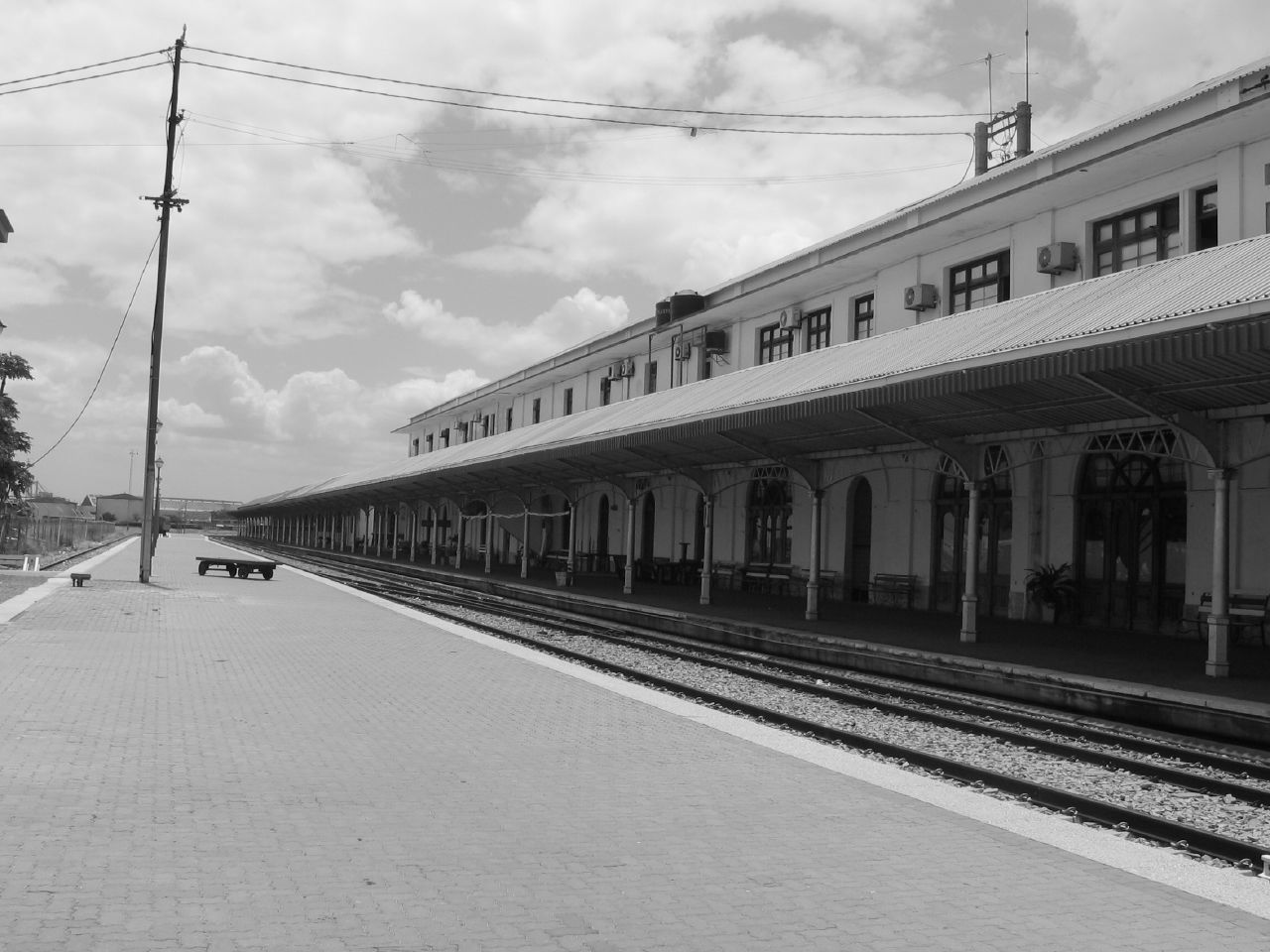
Vista de la plataforma
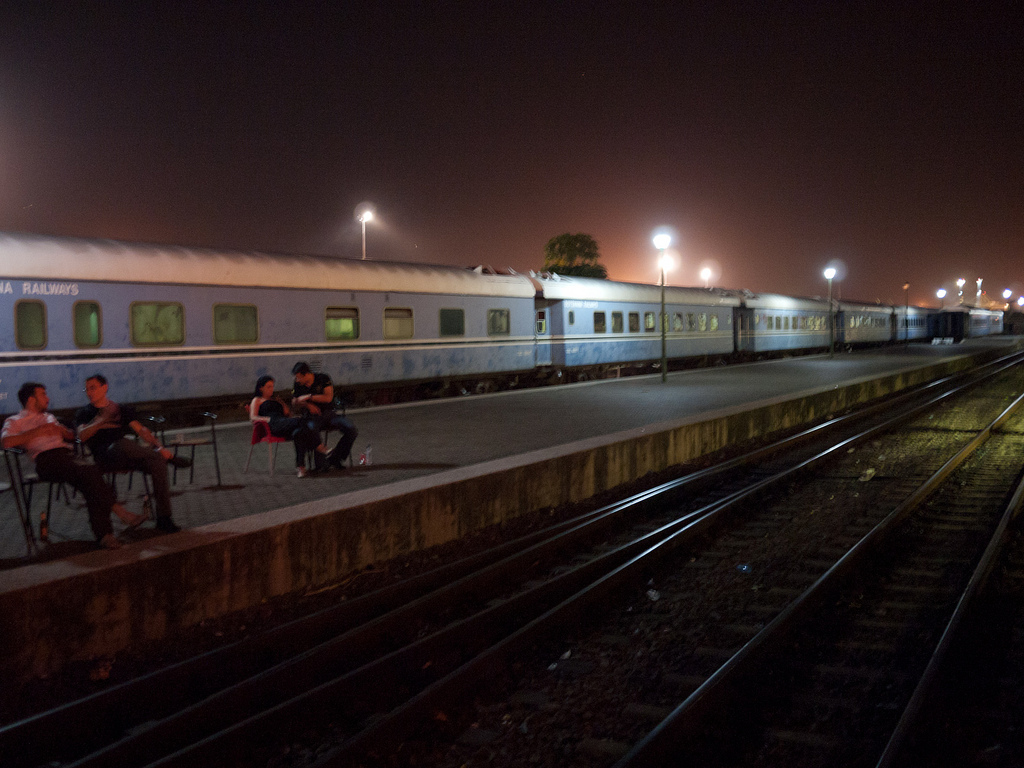
La plataforma de nit